# Thú mỏ vịt Perry
Thú mỏ vịt Perry (tên khác: Đặc vụ P hoặc Perry) là một con thú mỏ vịt hư cấu có thể đi bằng hai chân xuất hiện trong các series hoạt hình Mỹ Phineas & Ferb và Milo Murphy's Law. Tác giả của Perry cũng là đồng sáng lập của hai series này: Dan Povenmire và Jeff "Swampy" Marsh. Cậu xuất hiện lần đầu tiên cùng hầu hết dàn nhân vật chính trong tập phim thí điểm "Rollercoaster". Perry là điểm nhấn của cốt truyện B trong mọi tập phim, cùng với kẻ thù – tiến sĩ Heinz Doofenshmirtz. Diễn viên lồng tiếng thực hiện âm thanh đập mỏ đặc biệt của Perry là Dee Bradley Baker.
Perry là thú nuôi duy nhất của gia đình Flynn-Fletcher; họ nghĩ cậu chỉ là một con thú mỏ vịt bình thường được thuần hoá. Tuy nhiên, Perry còn có thêm cuộc sống thứ hai: một thành viên của tổ chức đặc vụ động vật O.W.C.A ("Organization Without A Cool Acronym": "Tổ chức Không có Tên viết tắt Hay"). Vô số lối vào căn phòng bí mật của tổ chức được giấu kín bên trong và xung quanh căn nhà, như gốc cây ở sân sau mà chủ của cậu hay ngồi, và những vật dụng thông thường khác mà gia đình Flynn-Fletcher không hề biết. Perry cũng từng sử dụng các lối ra vào khác ở Hawaii, London, và South Dakota. Hàng ngày, cậu chiến đấu với Tiến sĩ Heinz Doofenshmirtz — một nhà khoa học điên muốn thâu tóm vùng ba bang bằng các loại máy móc (hay -inator) kỳ cục thường hoạt động rất đúng theo dự định nhưng lại thất bại khi ứng dụng vào mục đích.
Các tác giả chọn tạo hình thú mỏ vịt cho Perry vì vẻ ngoài ít nổi bật nhưng thu hút và cũng bởi rất ít người có hiểu biết về loài này (dễ sáng tạo đặc điểm hơn). Nhìn chung, các nhà chuyên môn và người hâm mộ đều đánh giá khá cao nhân vật. Sản phẩm ăn theo Perry gồm có thú nhồi bông, áo thun, đồ chơi bằng gỗ, kính, sách tập tô màu, một trò chơi điện tử năm 2009 cho máy Nintendo DS và vài lần đề cập trong văn học.

## Vai trò trongPhineas and Ferb

Perry với vẻ ngoài thú mỏ vịt "bình thường"

Perry là con thú mỏ vịt ít hoạt động của gia đình có con riêng Flynn-Fletcher. Họ đã nhận nuôi cậu vì đôi mắt của cậu có thể cùng lúc nhìn cả Phineas và Ferb ở hai hướng khác nhau, nhưng không hề biết rằng cậu là một đặc vụ chống tội phạm ẩn thân làm việc cho O.W.C.A. với mật danh "đặc vụ P". Thường ngày, cậu nhận nhiệm vụ từ cấp trên, Thiếu tá Monogram, trong một căn phòng công nghệ cao dưới mặt đất và chiến đấu với nhà khoa học điên muốn thâu tóm vùng ba bang -Tiến sĩ Heinz Doofenshmirtz. Trong khi ngăn chặn những âm mưu của gã, cậu thường vô tình phá huỷ các loại máy móc do chủ nhân của cậu là Phineas Flynn và Ferb Fletcher chế tạo. Cặp anh em này cũng biết rằng sẽ có điều gì đó dọn dẹp mọi thứ họ làm ra vào cuối ngày, nhưng không biết chính Perry là nguyên nhân và thường không để ý đến cậu. Chị của họ, Candace, cũng không biết, nên gần như phát điên vì không hiểu nổi lý do.
Ở những tập đầu, Perry và Doofenshmirtz tỏ ra không ưa nhau, và đã luôn là kẻ thù không đội trời chung ngay từ khi mới gặp. Tuy nhiên, họ vẫn thân thiện với nhau: Doofenshmirtz gọi Perry "là người bạn thân nhất", còn Perry lại thường cứu mạng ông mỗi khi âm mưu của ông thất bại (tất yếu) và gây hại cho chính ông. Mỗi ngày, Doofenshmirtz đều nghĩ ra một âm mưu mới, và Perry cũng luôn đến ngăn chặn ông sau khi nhận lệnh từ Thiếu tá Monogram. Khi đến, cậu thường bị dính bẫy, phải nghe Doofenshmirtz kể những câu chuyện về quá khứ hoặc kế hoạch của mình, rồi lại thoát ra được và đánh nhau với ông. Sau khi Perry chiến thắng, ông thường gào lên: "Nguyền rủa mi, Thú mỏ vịt Perry!". Các cảnh cao trào của bộ đôi gần như luôn dựa trên cấu trúc dẫn chuyện trên; chính Doofenshmirtz cũng đề cập đến việc này trong một số tập, như "Journey to the Center of Candace" và "It's About Time!". Trong tập này, sau khi có kẻ thù mới là đặc vụ Gấu trúc Peter, Doofenshmirtz bày tỏ cảm nhận của mình về Perry, và tỏ ra buồn bã vì không còn được chiến đấu với nhau; Perry cũng nhận ra cậu rất nhớ Doofenshmirtz. Khi không thấy Perry đến ngăn cản âm mưu, Doofenshmirtz đã liên tục trì hoãn xúc tiến kế hoạch, lo lắng vì không biết Perry đã đi đâu, dù vẫn "hy vọng điều gì đó thật tệ hại sẽ xảy đến với hắn". Đôi khi, họ cũng quyết định hoà thuận và chơi cùng nhau, như trong các tập "Happy New Year!" hay "Candace Disconnected".
Trong phim Phineas and Ferb the Movie: Across the 2nd Dimension, một phiên bản Perry ở vũ trụ song song, độc ác, tàn nhẫn hơn (tên là Platyborg), xuất hiện, và trở lại trong phần tiếp theo của phim — Tales from the Resistance: Back to the 2nd Dimension. Trong phim, Phineas, Ferb cùng một số nhân vật khác đã phát hiện ra bí mật của Perry, nhưng bị O.W.C.A tẩy não; sau đó, Perry lại trở về làm thú nuôi của nhà Flynn-Fletcher.
Trong Milo Murphy's Law, Perry là nhân vật định kỳ. Trong suốt mùa thứ hai của series, vai trò của cậu là quan sát Tiến sĩ Doofenshmirtz cố gắng làm việc tốt (và thất bại) quanh Danville. Lúc đầu, Doofenshmirtz không hề biết gì về nhiệm vụ này, vì tưởng Perry là bạn; khi cố tìm hiểu, ông đã tránh mặt cậu. Cuối cùng, họ lại hoà thuận với nhau; Perry cho ông biết ý định thực sự: tặng tiền lương để giúp ông có động lực.

### Trong các phương tiện truyền thông khác
Ngoài series phim chính, Perry còn xuất hiện trong một số sản phẩm ăn theo. Đến nay, cậu đã góp mặt trong mọi tiểu thuyết chuyển thể từ chương trình (do Disney Press ấn hành). Công ty Walt Disney cũng từng tung ra một sản phẩm thú nhồi bông dài 20 inch (51 cm) tạo hình theo nhân vật này, với một nút bấm trên tay liên kết với chức năng phát ra âm thanh đập mỏ đặc trưng. Một số mẫu sản phẩm áo thun do Disney đồng sản xuất với trang web bán lẻ Zazzle cũng có hình nhân vật và câu thoại "Hey, where's Perry?" ("Này, Perry đâu rồi?") mà các nhân vật như Phineas, Isabella, Stacy, Irving, Ferb, và Lawrence thường nói khi Perry đi nhận nhiệm vụ từ Thiếu tá Monogram. Đặc biệt, có một mẫu in hình mặt nhân vật. Trong một video game ăn theo và cùng tên với series trên Nintendo DS, có một minigame cho phép người chơi vào vai Perry, thực hiện mục tiêu ngăn chặn âm mưu độc ác mới nhất của Doofenshmirtz. Tính đến ngày 1 tháng 4 năm 2014, Perry còn là nhân vật người chơi trong game Disney Infinity.

## Nhân vật

### Sáng tạo và định hình

Bản phác thảo nhân vật Perry cho tập phim thí điểm "Rollercoaster".

Khi đang tham gia sản xuất series phim hoạt hình Rocko's Modern Life, hai đồng tác giả của Phineas and Ferb — Dan Povenmire và Jeff "Swampy" Marsh — đã sử dụng một số yếu tố lặp lại nhiều lần trong những tập phim trước, gồm các chuỗi hành động và cảnh đuổi bắt. Họ muốn tái sử dụng những chi tiết đó trong series riêng, và chọn Perry làm nhân vật thực hiện. Hai tác giả cũng tạo nên một kẻ thù cố định, Tiến sĩ Heinz Doofenshmirtz, để giúp người xem hiểu hơn về cậu.
Khi tìm hình mẫu cho Perry, Povenmire và Marsh muốn dùng một loài nào đó ít người biết, thường sẽ không khiến trẻ con "chọn nó từ cửa hàng thú cưng và xin bố mẹ mua cho". Sau đó, họ chọn thú mỏ vịt vì vẻ ngoài không mấy nổi bật nhưng thu hút của loài này. Trước đó, thú mỏ vịt gần như chưa bao giờ xuất hiện trong phim hoạt hình Mỹ, nên Povenmire và Marsh cho rằng Perry "sẽ không phải cạnh tranh với những ảnh hưởng từ trước của người xem đối với một nhân vật thuộc loại phổ biến hơn". Ngoài ra, bởi "chẳng ai biết gì mấy [về thú mỏ vịt]", nên họ có thể "bịa ra nhiều điều" với bản thảo trống trơn trong tay.
Đoạn nhạc chủ đề của Perry (dự định cũng lấy tên là "Perry") do Randy Crenshaw và Laura Dickinson thể hiện. Povenmire và Marsh sáng tác bài trên, và cũng là đồng tác giả của hầu hết các bài hát khác trong cả series. "Perry" cùng một đoạn ngắn của "Gitchee Gitchee Goo" (trong tập "Flop Starz") là những nhạc phẩm đầu tiên họ chào bán cho Công ty Walt Disney. Theo Dan Povenmire, trước đó, họ đã rất lo lắng: "Disney có lịch sử nhạc phim cực kỳ khủng. Nếu họ không thích thì sao?" Tuy nhiên, phản hồi từ phía công ty lại khá tích cực. Họ cũng yêu cầu Povenmire và Marsh viết cho mỗi tập phim một bài hát mới, và hai tác giả đã nhiệt liệt đồng ý. Họ lấy câu mở đầu bài "Perry" từ định nghĩa thú mỏ vịt trên Wikipedia, nhưng thêm vào hai từ cuối: "He's a semi-aquatic egg-laying mammal of action." ("Anh là [loài] động vật có vú đẻ trứng bán thủy sinh hành động.")

### Thiết kế
Như các nhân vật khác trong phim, Perry được thiết kế đơn giản để đối tượng khán giả nhỏ tuổi dễ dàng vẽ lại. Ngoại hình nhân vật cấu tạo chủ yếu từ các hình kỷ hà, tương đồng với lối hoạt hoạ tổng quan của cả chương trình, gợi nhớ phong cách của Tex Avery. Povenmire sử dụng nhiều hướng thiết kế khi vẽ Perry, dựa trên các tình huống trong phân cảnh. Khi Perry đóng vai một con thú nuôi kém thông minh đã thuần hoá, ông thường phác hoạ một hình chữ nhật trông như ổ bánh mì trước tiên, và sau đó là các chân trước, chiếc mỏ vịt (thường chọn cùng góc phối cảnh), rồi đến đôi mắt nhìn được hai hướng cùng lúc, cặp chân sau có màng, đuôi, lông đầu, và hoàn thiện sau khi tô màu.
Khi Perry đứng trên hai chân theo tạo hình đặc vụ, Povenmire cũng bắt đầu bằng hình ổ bánh mì, nhưng dựng đứng, kèm chiếc mũ phớt trên cùng đi liền với thân mình. Tương phản với tạo hình thú nuôi ngốc nghếch và ngờ nghệch, phiên bản đặc vụ của Perry được nhấn mạnh bằng cặp mắt "tràn đầy quyết tâm thép màu xanh". Tiếp theo, ông phác đến đôi tay mở rộng ngón, thể hiện sự sẵn sàng chiến đấu với hiểm nguy. Đôi chân sau được vẽ cong, cũng cho thấy nhân vật sẵn sàng phản xạ khi cần thiết. Povenmire hoàn tất bản vẽ bằng chiếc đuôi hải ly và tô màu.

### Tính cách

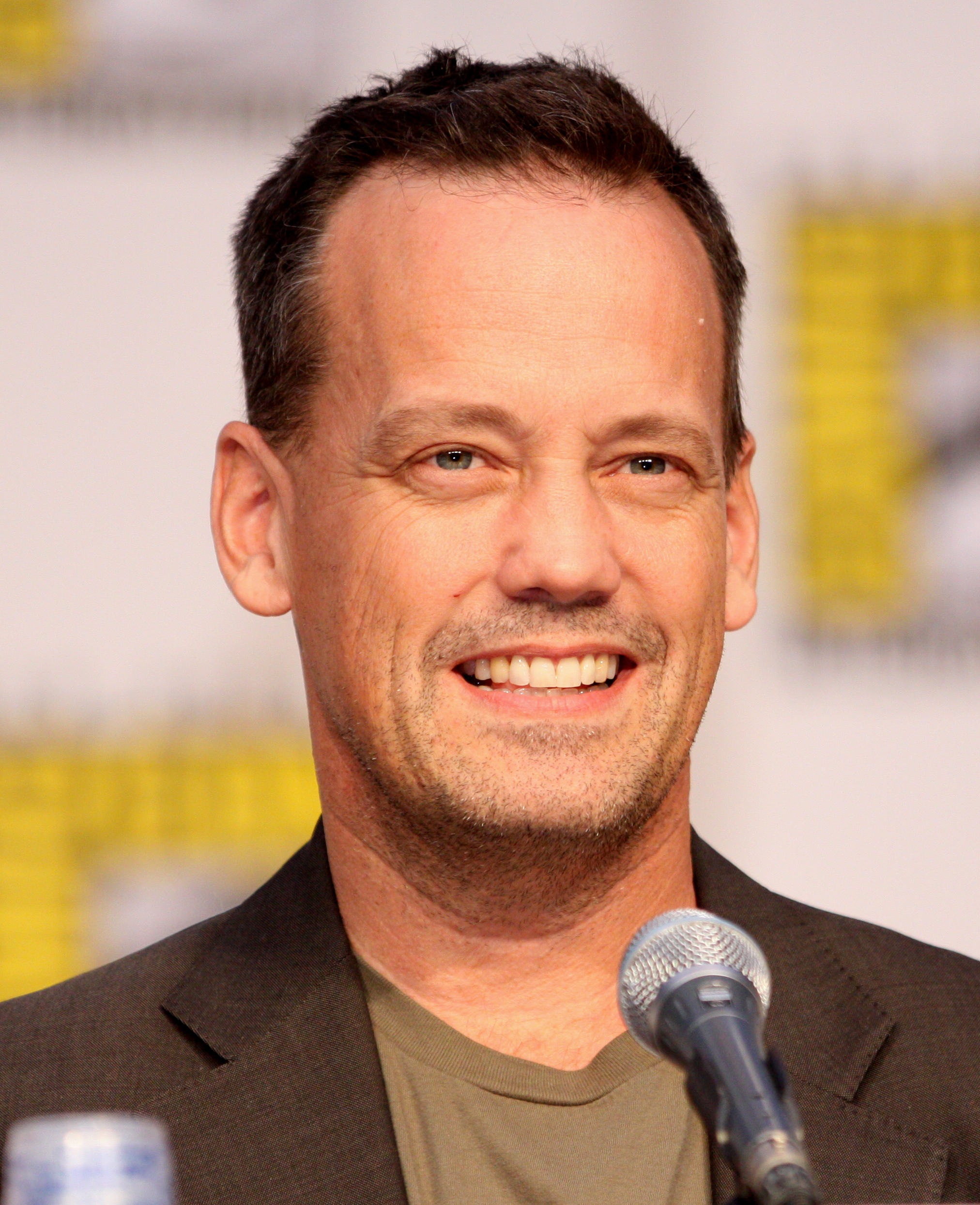
Dee Bradley Baker, diễn viên lồng tiếng cho nhân vật Perry.

Vẻ ngoài thú nuôi thường thấy của Perry khiến hầu hết nhân vật trong phim nghĩ rằng cậu chỉ là một con thú mỏ vịt "ngờ nghệch đã thuần hoá" và "không làm gì nhiều". Dựa trên quan điểm về nhân vật này, cặp anh em Phineas và Ferb đã tiên phong phát triển một dòng sản phẩm đồ chơi lấy tạo hình của chính Perry. Họ đặt tên cho loại đồ chơi này là "Perry, Đồ chơi Bất động", và sử dụng một khẩu hiệu quảng bá tính chất "không làm gì" nhưng đồng thời cũng có thể trở thành bất cứ điều gì dựa trên mong muốn của người chơi. Trên thực tế, Perry là một đặc vụ tài giỏi, có thể sử dụng nhiều thế võ judo để đấu đối kháng và tự giải thoát. Cậu cũng có thể sử dụng một số loại trang bị khác nhau do tổ chức O.W.C.A. cấp, như chiếc xe bay có tên "Platypusmobile" ("platypus" là thú mỏ vịt, "mobile" là xe hơi), mô tô nước, và một bộ còi giúp kêu gọi các loài động vật khác. Màu ưa thích của cậu là perry-winkle (ghép từ hai chữ "Perry" và "periwinkle" – màu dừa cạn).
Dù vẻ ngoài thú nuôi chỉ là để nguỵ trang, Perry vẫn quan tâm và yêu quý gia đình Flynn-Fletcher. Trong tập phim "The Ballad of Bad Beard", sau khi Candace ấn nhầm "nút tự huỷ" của Tiến sĩ Doofenshmirtz trong cơn ảo giác rêu cam do nghĩ đó là máy bán hàng tự động, Perry đã cố gắng đưa cô ra khỏi Hang Tối ("Dark Cave") trước khi hang sập, dù biết rõ rằng cô đã thấy cậu trong ngoại hình đặc vụ lúc nói chuyện với Đặc vụ E ("Eagle", Đại bàng) và Thiếu tá Monogram qua một quả trứng vỡ. Candace đã không phát hiện ra sự thật vì tưởng những gì mình đã thấy chỉ là ảo giác từ đám rêu màu cam cô vô tình chạm phải trước đó. Ngoài ra, trong tập "Journey to the Center of Candace", khi một phát minh của Tiến sĩ Doofenshmirtz có nguy cơ gây hại cho Phineas và Ferb, Perry ngay lập tức đánh bại, còng tay, trói Doofenshmirtz vào một cái ống nước, rồi gọi cho lực lượng đặc biệt của O.W.C.A. đến bắt giữ ông, dù thường cậu không làm vậy. Trong "Oh, There You Are, Perry", vì Doofenshmirtz bị coi là "mối đe doạ hạ cấp" nên tổ chức O.W.C.A. đã chỉ định Perry ngăn chặn một kẻ thù mới; bởi vậy, cậu đã phải đi khỏi nhà Flynn-Fletcher. Cậu đã rất buồn, và cũng không thích chiến đấu với kẻ thù mới. Phineas và Ferb rất lo lắng vì không biết Perry đi đâu, nên đã đi dán nhiều tờ rơi quanh vùng để tìm lại cậu, rồi tổ chức hoà nhạc trên nóc một toà nhà cao tầng và hát về tình cảm họ dành cho cậu, mong muốn cậu trở về. Cuối tập phim, Perry đánh bại kẻ thù mới, được tiếp tục nhận nhiệm vụ ngăn chặn Doofenshmirtz, và về lại nhà Flynn-Fletcher.
Dù Perry là một nhân vật nhân hoá, cậu không có khả năng nói chuyện mà chỉ giao tiếp bằng cách đập mỏ để tạo ra "tiếng gừ khó chịu". Âm thanh này do diễn viên lồng tiếng Dee Bradley Baker đảm nhiệm. Đến nay, Povenmire và Marsh vẫn không hiểu Baker đã tạo ra âm thanh này bằng cách nào. Thomas Sangster, diễn viên lồng tiếng cho nhân vật Ferb, cũng rất giỏi tạo âm thanh này, chỉ sau chính Baker. Khi vào vai "đặc vụ P", Perry gần như hoàn toàn im lặng, chỉ sử dụng ngôn ngữ cơ thể, biểu cảm khuôn mặt, cử chỉ tay và đôi khi là cả kịch câm.

## Đón nhận
Nhân vật thú mỏ vịt Perry được cả khán giả và giới chuyên môn đánh giá cao. Cynthia Littleton của tờ Variety viết: "Thú mỏ vịt Perry là ngôi sao đột phá của series phim hoạt hình Disney Phineas và Ferb. Ký giả Susan Stewart từ The New York Times nhận xét Perry là nhân vật "can đảm". Jean Yoo, một nhân viên truyền thông của Disney Channel, nói rằng cậu rất "tinh tế" và "khiến James Bond trở thành tay nghiệp dư". Aaron H. Bynum từ Animator Insider đánh giá nhân vật này "tự tin lộ rõ". Carly H. của Tập đoàn Scholastic khen Perry "khá là tuyệt". Josh Jackson, biên tập viên của Paste, miêu tả quan hệ giữa Thú mỏ vịt Perry và Tiến sĩ Heinz Doofenshmirtz bằng từ "chuẩn nhịp". The Daily Star thì viết rằng Perry là nhân vật thú có vú tuyệt vời đến mức mọi người đều có đôi chút tương đồng.
Tuy vậy, cũng có một số nhận xét khá tiêu cực. Ví dụ, Sherry Robinson từ St. Petersburg Times cho rằng Perry và cốt truyện phụ của series "khá ảo". Kevin McDonough của tờ Sun Coast Today đánh giá cốt truyện này "phức tạp" và có "liên kết khá lỏng lẻo" với các nội dung khác, đồng thời cũng "không chắc thứ này có tác dụng gì ngoài việc thêm tiếng nổ vào một mớ hỗn loạn hát hò và gào rú". Ed Liu của Toon Zone cảm thấy "thực sự rất khó hiểu vai trò của đặc vụ Perry trong bộ phim", nhận định cốt truyện phụ là một dạng "ném mọi thứ lên tường để xem cái nào bám vào được", và cho biết "nhiều tập phim trước của series đã không thể cân bằng hai mạch truyện chính và phụ".
Năm 2014, Perry được đề cử ở hạng mục Trợ thủ Động vật Hoạt hình Được Yêu thích Nhất của giải Nickelodeon Kids' Choice Award.

### Chú giải
1. ↑  Cảnh trong phim Phineas and Ferb the Movie: Across the 2nd Dimension[1][2]
2. ↑  Cảnh trong tập "The Chronicles of Meap".